# 학의 분기점
학의 분기점(鶴儀分岐點, Hagui Junction, 학의JC)은 경기도 의왕시 청계동, 학의동, 내손동, 포일동에 걸쳐 설치된 수도권제1순환고속도로와 봉담과천로가 만나는 분기점이다. 수도권제1순환고속도로의 경우 학의대교 상에 있다.

## 연혁
- 1992년 8월 20일 : 분기점 신설을 위해 안양도시계획시설 교통광장에 의왕시 청계동 일대를 학의 분기점으로 고시[1]
- 1995년 7월 20일 : 서울외곽순환고속도로 학의 ~ 판교 구간 개통과 함께 영업 개시[2]
- 1995년 12월 28일 : 평촌 나들목 ~ 학의 분기점 구간 개통

## 구조물 정보
클로버스택형으로 봉담과천로 진출 방향 램프가 동그랗게 말려 있는 형태이다.구조물은 안양판교로 위를 지난다.
학의 ~ 판교 중간에 청계 요금소가 있다.
- 위치: 경기도 의왕시 청계동, 학의동, 내손동, 포일동

## 접속하는 노선

### 고양・성남방면
- 수도권제1순환고속도로 (32번)

### 과천・화성방면
- 봉담과천로